# Декомпозиція без втрат
Декомпозиція D = {R1, R2,..., Rm} схеми R є безутратно-з'єднуваною декомпозицією (декомпозицією без втрат) стосовно множини функціональних залежностей F на R, якщо для будь-якого відношення r зі схемою R, яке відповідає F, вірно наступне, {\displaystyle *(\pi R_{1}(r),...,\pi R_{m}(r))=r}, де {\displaystyle *} це природне з’єднання всіх відношень в D.
Слово безутратна вживається у зв'язку з можливою втратою даних, в нашому випадку ми не втрачаємо жодного кортежу.

## Критерій безутратної-з'єднуваної декомпозиції
Нехай {\displaystyle R} — схема, а {\displaystyle F} — множина функціональних залежностей на {\displaystyle R}. Нехай {\displaystyle R_{1}} і {\displaystyle R_{2}} утворюють декомпозицію {\displaystyle R}.
Декомпозиція буде безутратно-з'єднуваною декомпозицією {\displaystyle R}, якщо хоча б одна з наступних функціональних залежностей знаходиться в {\displaystyle F}+ (замиканні {\displaystyle F}):
- {\displaystyle R_{1}} ∩ {\displaystyle R_{2}} → {\displaystyle R_{1}}
- {\displaystyle R_{1}} ∩ {\displaystyle R_{2}} → {\displaystyle R_{2}}

## Приклад
Розглянемо наступне відношення:
| Назва               | Держава  | Столиця |
| ------------------- | -------- | ------- |
| Київ                | Русь     | Так     |
| Новгород-Сіверський | Русь     | Ні      |
| Константинополь     | Візантія | Так     |

Декомпозиція {Назва}, {Держава, Столиця} має вигляд:
| Назва               |
| ------------------- |
| Київ                |
| Новгород-Сіверський |
| Константинополь     |

| Держава  | Столиця |
| -------- | ------- |
| Русь     | Так     |
| Русь     | Ні      |
| Візантія | Так     |

Результат з'єднання цих відношень:
| Назва               | Держава  | Так |
| ------------------- | -------- | --- |
| Київ                | Русь     | Так |
| Київ                | Русь     | Ні  |
| Київ                | Візантія | Так |
| Новгород-Сіверський | Русь     | Так |
| Новгород-Сіверський | Русь     | Ні  |
| Новгород-Сіверський | Візантія | Так |
| Константинополь     | Русь     | Так |
| Константинополь     | Русь     | Ні  |
| Константинополь     | Візантія | Так |

Вочевидь, що Міста' не співпідає з Міста, тобто така декомпозиція не є безутратно-з'єднуваною. Розглянемо варіант {Назва, Держава}, {Назва, Столиця}:
| Назва               | Держава  |
| ------------------- | -------- |
| Київ                | Русь     |
| Новгород-Сіверський | Русь     |
| Константинополь     | Візантія |

| Назва               | Столиця |
| ------------------- | ------- |
| Київ                | Так     |
| Новгород-Сіверський | Ні      |
| Константинополь     | Так     |

Ця декомпозиція є безутратно-з'єднуваною.
Не всі декомпозиції приступні для безутратно-з'єднуваної декомпозиції. 